# Șurove, Velîka Pîsarivka
Șurove (în ucraineană Шурове) este un sat în comuna Vilne din raionul Velîka Pîsarivka, regiunea Sumî, Ucraina.

## Demografie
Componența lingvistică a localității Șurove
     Rusă (86,36%)
     Ucraineană (13,64%)
Conform recensământului din 2001, majoritatea populației localității Șurove era vorbitoare de rusă (86,36%), existând în minoritate și vorbitori de ucraineană (13,64%).